# Angitia flavidorsum
Angitia flavidorsum là một loài bướm đêm trong họ Noctuidae.